# Cheirogaleus
Genre
Statut CITES
Synonymes
- Cebugale Lesson, 1840
- Mioxocebus, Lesson, 1840
- Chirogale Gloger, 1841
- Myspithecus, F. Cuvier, 1842
- Opolemur Gray, 1872
- Altililemur Elliot, 1913
- Altilemur Weber, 1928[1]

Cheirogaleus, le Lémur nain, est un genre de primates. Jusqu'en 2000 on distinguait deux espèces. D'après une étude se basant sur des analyses génétiques publiée en 2014 le genre serait en réalité composé de dix-huit espèces.

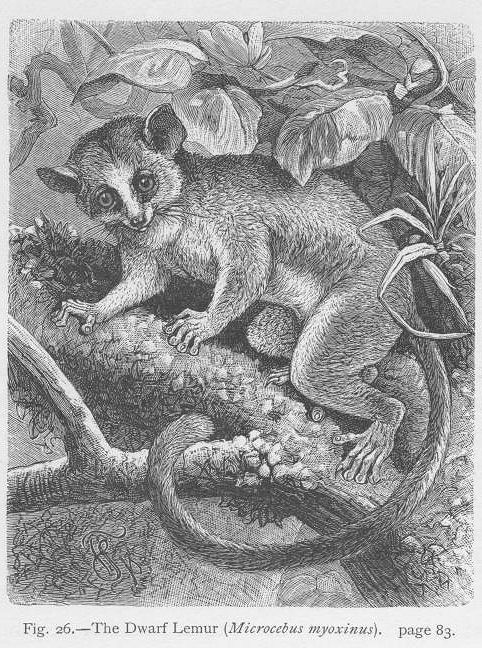
Une lithographie de Carl Vogt et Friedrich Specht's The Natural History of Animals (1888)

## Liste desespèces
Selon MSW:
- Cheirogaleus adipicaudatus
- Cheirogaleus crossleyi
- Cheirogaleus major
- Cheirogaleus medius
- Cheirogaleus minusculus
- Cheirogaleus ravus
- Cheirogaleus sibreei

Selon ITIS:
- Cheirogaleus major É. Geoffroy Saint-Hilaire, 1812
- Cheirogaleus medius É. Geoffroy Saint-Hilaire, 1812